# Francisco Javier González de Castejón y Elío
Francisco Javier González de Castejón y Elío, marquès de Vadillo (Pamplona, 25 de maig de 1848 - Madrid, 25 de novembre de 1919) fou un advocat i polític espanyol. Va ser ministre de Gracia i Justícia durant la regència de Maria Cristina d'Habsburg-Lorena, cartera que tornaria a ocupar, junt amb les de les de ministre d'Agricultura, Indústria, Comerç i Obres Públiques i ministre de Governació durant el regnat d'Alfons XIII.

## Biografia
González de Castejón i Elío va ser catedràtic de Dret Natural en la Universitat Central de Madrid. Membre de la Unió Catòlica i del Partit Conservador va iniciar la seva carrera política com a diputat per Navarra a les eleccions generals espanyoles de 1879 sent reelegit successivament fins a 1914, fins que en 1915 va renunciar en ser nomenat senador vitalici.
Ministre de Gracia i Justícia, entre el 18 d'abril de 1900 i el 6 de març de 1901 en els dos successius governs que van presidir Silvela i Azcarraga, ja que va tornar a ocupar amb Eduardo Dato entre el 27 d'octubre 1913 i el 7 de setembre de 1914; seria igualment ministre d'Agricultura Indústria, Comerç i Obres Públiques en dues ocasions: entre el 6 de desembre de 1902 i el 20 de juliol de 1903 en un gabinet presidit per Silvela, i entre el 27 de gener i el 23 de juny de 1905 al govern encapçalat per Raimundo Fernández Villaverde. També va ser ministre de Governació al govern que, entre el 16 de desembre de 1904 i el 27 de gener de 1905, va presidir Azcárraga.
Va ser membre de la Reial Acadèmia de Jurisprudència i Legislació i de l'Acadèmia de Ciències Morals i Polítiques.

## Obres
- Lecciones de derecho natural
- El Matrimonio civil y canónico
- Codificación
- El principio de autoridad en la vida social